# Trafic sexuel en Corée du Sud
Le trafic sexuel en Corée du Sud est un trafic d'êtres humains à des fins d'exploitation sexuelle et d'esclavage qui se produit en République de Corée. La Corée du Sud est un pays d'origine, de destination et de transit pour les victimes de la traite sexuelle. Les victimes du trafic sexuel dans le pays viennent de Corée du Sud et d'étrangers.
Le trafic et l'exploitation sexuels envahissent tous les niveaux de la société sud-coréenne. Les auteurs masculins et féminins en Corée du Sud viennent d'horizons très divers et un certain nombre sont membres ou facilités par des syndicats et des gangs du crime organisé. Certains responsables gouvernementaux, soldats, célébrités et policiers, ainsi que des étrangers, sont complices du trafic sexuel en Corée du Sud. Par exemple, le scandale du Burning Sun met en évidence le trafic sexuel généralisé impliquant des célébrités et des idoles coréenne durant plusieurs années, ainsi que les tentatives de dissimulation qui en résultent,,.
L'ampleur du trafic sexuel en Corée du Sud est difficile à connaître en raison de sa nature souterraine, du fait que seule une petite minorité de cas est signalée aux autorités et d'autres facteurs. Les trafiquants utilisent les sites Internet, les e-mails et les applications pour tromper les victimes. Des méthodes telles que le trafic sexuel par Internet sont également utilisées. Le gouvernement sud-coréen est critiqué pour son manque d'efforts et de lois contre le trafic sexuel. Certains responsables sud-coréens sont également accusés d'être indifférents à la question.

## Contexte
Les citoyens sud-coréens, principalement des femmes et des filles, sont victimes de trafic sexuel en Corée du Sud, mais aussi vers d'autres pays d'Asie et différents continents. Des victimes étrangères font aussi l'objet d'un trafic sexuel dans le pays,,,,,,,. Les enfants, et les personnes en situation de pauvreté sont particulièrement vulnérables au trafic sexuel. Les victimes sont trompées,,,,, menacées ou forcées à se prostituer et leurs passeports et autres documents leur sont souvent confisqués,,.
Les victimes subissent des abus physiques et psychologiques et sont généralement enfermées ou gardées dans de mauvaises conditions. Certaines sont assassinées. Nombre d'entre elles contractent des maladies sexuellement transmissibles à la suite de viols sans préservatif. Le trafic sexuel par Internet et les relations forcées dans des vidéos pornographiques en direct, comme dans le cadre de l'affaire Nth room et d'autres incidents, sont un problème croissant.
Les trafiquants hommes et femmes en Corée du Sud viennent de toutes les classes sociales et économiques. Ils sont souvent membres ou facilités par des organisations criminelles et des gangs. Les trafiquants utilisent des sites Internet, des e-mails et des applications pour tromper les victimes. Le trafic sexuel est lié à l'industrie du divertissement, et les femmes et filles sont également acheminées vers des entreprises qui s'adressent aux militaires et aux sous-traitants des forces américaines en Corée. Les bars sexuels avec des victimes de la traite sexuelle sont un problème pour l'armée américaine et la prostitution en Corée du Sud (en),,.
L'ampleur du trafic sexuel en Corée du Sud est difficile à connaître en raison du manque de données, de la nature clandestine des crimes liés au trafic sexuel et d'autres facteurs.

## Rapport américain sur la traite des personnes
Selon le rapport sur la traite des personnes de 2020 publié par le bureau du département d'État américain, les efforts de la Corée du Sud pour lutter contre la traite sont affaiblis par l'absence d'une loi nationale globale définissant la traite conformément au droit international.
Quelques faits du rapport concernant le trafic sexuel en Corée du Sud :
- De 2015 à 2019, les forces de l'ordre arrêtent plus de 500 responsables gouvernementaux, y compris des policiers, pour avoir sollicité de la prostitution, mais le gouvernement n'a pas signalé avoir examiné ces cas spécifiquement pour des crimes de traite potentiels.
- En janvier 2020, le ministère sud-coréen de la Justice signale la mise en œuvre de nouvelles réglementations qui doit obliger les titulaires de visas d'artiste à remplir un questionnaire d'identification concernant le trafic sexuel lors du renouvellement de leur visa. Cependant, une ONG locale se dit préoccupée par le fait que cela va obliger les femmes à s'identifier elles-mêmes et que la peur de la persécution ou de l'expulsion va rendre peu probable le fait qu'elles révèlent si elles sont victimes de la traite.
- Les gouvernements locaux auraient encouragé et fourni une aide financière aux agriculteurs sud-coréens pour qu'ils poursuivent des mariages avec des femmes étrangères par l'intermédiaire de courtiers, des femmes qui pourraient avoir été exploitées dans le trafic sexuel[16].

## Organisations non-gouvernementales
"Debout contre le trafic sexuel des mineurs" mène des efforts de lutte contre le trafic sexuel en Corée du Sud.

## Trafic sexuel d'enfants
En Corée du Sud, ce sont principalement des jeunes filles qui sont victimes de la traite depuis la Russie, l'Ouzbékistan, le Kazakhstan, la Mongolie, la Chine, la Corée du Nord, les Philippines, la Thaïlande, le Cambodge et le Viêt Nam. La Corée du Sud est connue pour être un pays d'origine pour les touristes sexuels à la recherche d'enfants; les femmes et les filles sud-coréennes sont également victimes du trafic au sein du pays.
En mars 2020, les agences de presse coréennes révèlent des détails sur une série de cas de trafic sexuel via des salons de discussion, des applications de messagerie cryptées (telles que Telegram et Discord). Dans ces cas, "au moins 74 femmes et 16 mineurs accomplissent des actes sexuels forcés pour des milliers de spectateurs qui ont payé via crypto-monnaie pour voir la diffusion". Les victimes sont torturées et qualifiées d'esclaves. Cette affaire est étroitement liée à la prévalence et à la croissance des caméras espions en Corée du Sud, également connues sous le nom de "Molka" (몰카).

## Trafic sexuel dans les camps militaires américains
Alors que la Corée du Sud se débat économiquement après la guerre de Corée, la prostitution devient vitale pour la reprise économique du pays. Après la signature du traité de défense mutuelle de 1953, les villes-camps sud-coréennes (en) et la prostitution à destination du personnel militaire américain (en) explosent. En 1958, il y a environ 300 000 travailleuses du sexe dans le pays qui compte alors 22 millions d'habitants. Les travailleuses du sexe sud-coréennes dépendent presque entièrement du personnel militaire américain pour leur subsistance financière. En l'absence d'opportunités économiques alternatives, beaucoup de ces femmes continuent de se prostituer pour les militaires jusqu'à ce qu'elles deviennent trop âgées pour travailler.
Au milieu des années 1990, la Corée du Sud connaît une période de croissance économique, permettant à de nombreuses femmes coréennes d'échapper à la prostitution. Étant donné que la demande de travailleuses du sexe reste au même niveau, l'industrie de la prostitution en Corée du Sud se peuple de femmes venant de Russie et des Philippines qui entrent dans le pays avec des visas touristiques sous la supervision de proxénètes. Beaucoup de ces femmes se sont vu promettre un emploi bien rémunéré, mais sont ensuite contraintes de se prostituer dans les villes des camps.